# Anna O'Byrne
Anna O'Byrne (Melbourne, 20 settembre 1987) è un'attrice teatrale e soprano australiana, nota soprattutto come interprete di musical.

## Biografia
Anna O'Bryne è nata a Melbourne e ha studiato al conservatorio dell'Università di Melbourne. Due settimane dopo la laurea fu scelta per interpretare il ruolo della protagonista Christine Daaé nella tournée australiana di The Phantom of the Opera, andato in scena a Perth ed Adelaide nel 2009 con Anthony Warlow nel ruolo dell'eponimo protagonista.
Successivamente si unì alla compagnia operistica Victoria Opera, con cui cantò i ruolo di Polly Peachum ne L'opera da tre soldi e Pamina ne Il flauto magico. Nel 2011 fu scelta da interpretare Christine Daaé nella prima australiana del sequel di The Phantom of the Opera, Love Never Dies. Dopo aver recitato in Love Never Dies con Ben Lewis a Melbourne e Sydney, nell'aprile 2012 recitò con Ruthie Henshall in Side by Side by Sondheim al Theatre Royal di Sydney. Nell'autunno 2012 ha fatto il suo debutto sulle scene londinesi ancora una volta nel ruolo di Christine in The Phantom of the Opera in scena all'His Majesty's Theatre del West End con Marcus Lovett.
Nel 2013 ha interpretato Anne nel musical A Little Night Music a Guildford sotto la direzione musicale di Alex Parker e nell'estate dello stesso anno ha fatto il suo debutto a Chichester nel musical Barnum, prodotto da Cameron Mackintosh e con Christopher Fitzgerald. Nell'autunno dello stesso anno tornò nel West End londinese per recitare nella pièce Strangers on a Train al Gielgud Theatre. Nel 2014 ha cantato il Requiem di Andrew Lloyd Webber all'Abbazia di Westminster davanti al principe Carlo, mentre nell'aprile dello stesso anno fece il suo esordio in Russia cantando The Phantom of the Opera con John Owen-Jones al Teatro Bol'šoj in occasione della cerimonia della Maschera d'oro.
Nel gennaio 2015 ha cantato nuovamente in A Little Night Music al Palace Theatre con Janie Dee e Joanna Gleason, mentre nella primavera dello stesso anno ha cantato con l'English National Opera in un allestimento di Sweeney Todd: The Demon Barber of Fleet Street con Bryn Terfel e il premio Oscar Emma Thompson.
Nel luglio 2015 tornò a recitare sulle scene australiane in un revival di West Side Story, in cui interpretò la protagonista Maria. Nella primavera del 2016 tornò a recitare nel Regno Unito, interpretando Sarah Brown in una tournée nazionale di Guys and Dolls. Nello stesso anno fu diretta da Julie Andrews in una tournée australiana di My Fair Lady, in cui interpretò la protagonista Eliza Doolittle accanto a Charles Edwards ed Alex Jennings; sei mesi della tournée si svolsero alla Sydney Opera House, dove My Fair Lady si rivelò campione d'incasso, guadagnando più di ogni altro allestimento nella storia del teatro d'opera. Dopo aver recitato ancora in My Fair Lady nel 2017, nell'autunno dello stesso anno tornò sulle scene londinesi per recitare nel musical di Andrew Lloyd Webber The Woman in White. Nel 2018 ha interpretato la protagonista Laurey Willams nel musical Oklahoma! a Melbourne.